# Christoph Wellner
Christoph Wellner (* 7. November 1972 in Wien) ist ein österreichischer Journalist und Chefredakteur des privaten  römisch-katholischen Hörfunksenders radio klassik Stephansdom.

## Leben
Nach dem Abschluss der Matura am Wiener Schottengymnasium studierte Wellner von 1994 bis 1998 Musikwissenschaft an der Universität Wien. Seine berufliche Laufbahn startete er sofort nach Studienabschluss im Juli 1998 als Musikchef von Radio Stephansdom. 2001 übernahm er im Wiener Klassiksender die Aufgabe des Programmdirektors. Als Chefredakteur zeichnet er seit 2015 verantwortlich für das Musik- und Wortprogramm.
Seit 2016 fungiert er auch als Chefredakteur der Quartalszeitschrift „magazin KLASSIK“.
Christoph Wellner ist immer wieder als Kommentator für verschiedene Medien, u. a. das römisch-katholische   Domradio Köln, tätig.